# Club de Rugby El Salvador
Il Club de Rugby El Salvador, abbreviato in El Salvador, è un club spagnolo di rugby a 15 di Valladolid.
Fondato nel 1960 da un insegnante francese, il sacerdote cattolico Georges Bernés, come sezione sportiva del collegio religioso El Salvador di proprietà della famiglia Encino, il club è divenuto uno dei più importanti di Spagna, avendo vinto al 2017 8 titoli di campione nazionale, 7 Coppe del Re, 5 Supercoppe di Spagna e altrettante coppe iberiche.
Nella stagione 2017-18 milita in División de Honor, la massima categoria nazionale.
I suoi colori sociali sono il bianco e il nero e disputa i suoi incontri interni allo stadio Pepe Rojo, impianto comunale condiviso con l'altra compagine rugbistica cittadina, il Valladolid.

## Storia
Il club nacque nel 1960 su iniziativa del francese Georges Bernés, sacerdote e insegnante del collegio di ispirazione cattolica El Salvador di Valladolid trovando la collaborazione della famiglia Enciso, proprietaria dell'edificio e licenziataria del collegio.
Il primo campo da gioco fu nel cortile del collegio e al posto del gesso le linee furono realizzate con mattoncini bianchi interrati.
Le prime formazioni furono composte da studenti del collegio, in gran parte orfani di militari, con il rinforzo di elementi esterni alla scuola; nel 1970 partecipò alla prima edizione della rediviva División de Honor giungendo seconda ma, già nel 1973, affrontò una serie di problemi economici che portarono il collegio a vendere il marchio all'Università di Valladolid; la nuova squadra assunse il nome di C.D. Universitario de Valladolid.

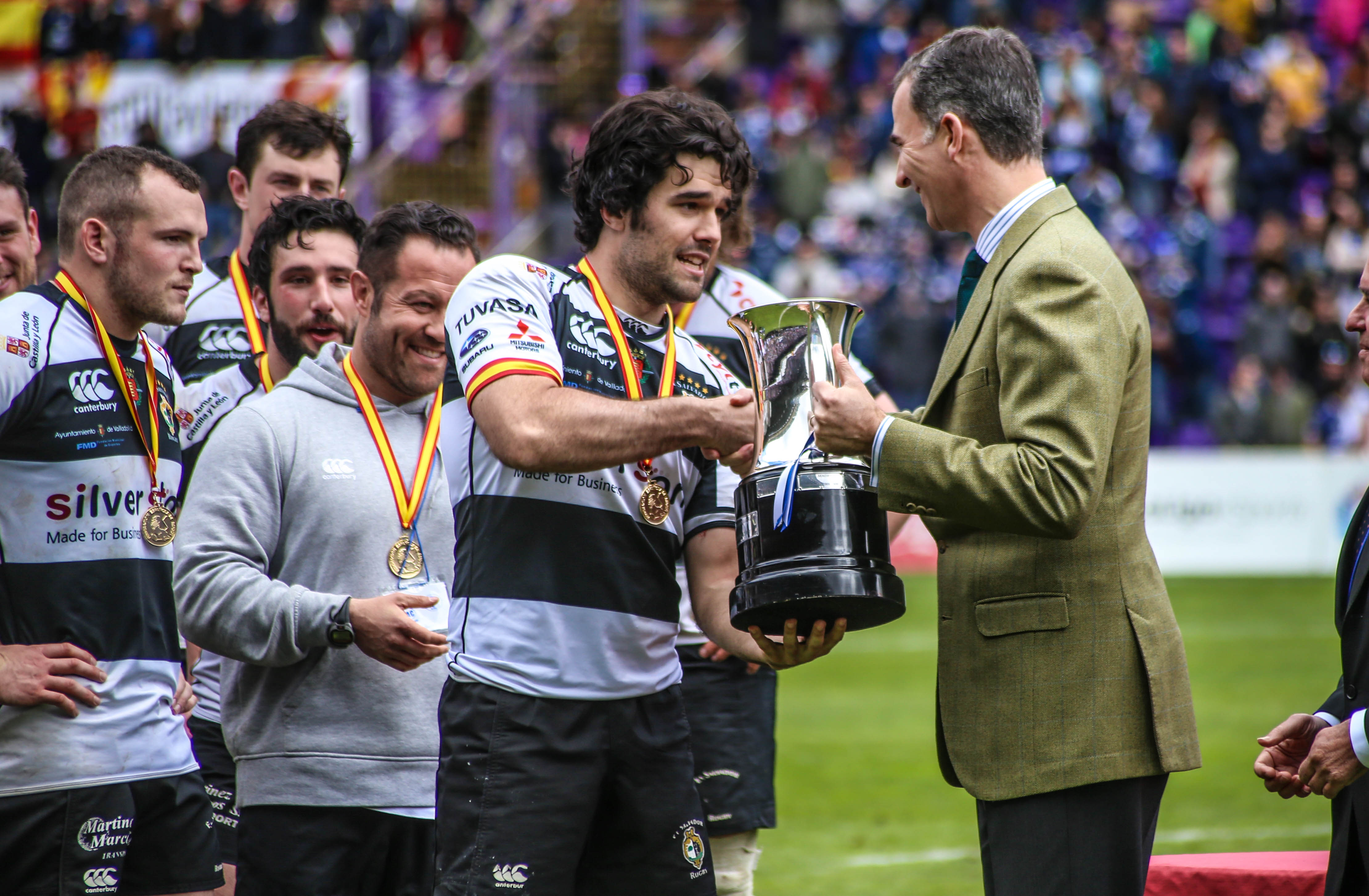
Filippo VI consegna la Coppa del Re 2015-16 al capitano del Salvador Fernando González Altés

Tra il 1973 e il 1978 svolse solo attività giovanile e successivamente si iscrisse alla Primera Nacional, la seconda divisione spagnola; nel 1986, con il ritorno in División de Honor, avvenne la fusione con il San José, altro club storico di Valladolid.
Nella stagione 1990-91 la squadra vinse il suo primo titolo, il campionato spagnolo conquistato a punteggio pieno e imbattuto con 44 punti su 44 disponibili; ciò gli diede il diritto a disputare la Coppa Iberica della stagione successiva, che si aggiudicò in casa contro la sezione rugbistica dei portoghesi del Benfica battuti 13-0.
Solo tre stagioni dopo tali trionfi iniziali, tuttavia, il club andò incontro a un rovescio, finendo nona nel torneo 1995-96 e venendo retrocessa in Primera Nacional, dalla quale riemerse alla fine della stagione successiva per poi vincere il suo secondo titolo di campione di Spagna nella stagione del ritorno in massima divisione.
Con il nuovo millennio giunsero anche le vittorie nella neoistituita competizione di club tra i campioni spagnoli e i vincitori della Coppa del Re, la Supercoppa, le cui prime cinque edizioni in fila il Salvador si aggiudicò, la prima contro i madrileni del Club de Rugby UCM3, la seconda contro i baschi del Bera Bera e poi tre consecutive contro i catalani del Santboiana.
Il 7 dicembre 2003 il Salvador esordì in European Challenge Cup ospitando i ben più titolati inglesi Harlequins: contro pronostico, il punteggio fu solo di 31-18 in favore della squadra londinese che riuscì a marcare le distanze soltanto con due mete nel finale, dopo avere condotto di un solo punto per 19-18 per quasi venti minuti del secondo tempo; a dispetto del buon esordio, al ritorno in casa gli Harlequins vinsero 63-3.
Nella stagione successiva giunse anche la prima vittoria europea, un 36-12 al Parma che tuttavia al ritorno al "Lanfranchi" ribaltò il risultato vincendo 36-10 e accedendo al secondo turno della competizione.
Partecipò altre tre volte alla Challenge Cup, arrivando sempre ultima con zero vittorie in due edizioni (2007-08 e 2008-09) e una vittoria nel 2010-11 (di nuovo contro un'italiana, il Petrarca).
Nel 2009 il Salvador fu la base della formazione regionale di Castiglia e León, i Vacceos Cavaliers, destinati a competere nella neonata Lega Superiberica, competizione per franchise professionistiche che all'inizio impegnò solo formazioni spagnole ma che nelle intenzioni degli organizzatori doveva aprire anche a Portogallo e Gibilterra; successive diatribe tra organizzatori della Lega e federazione portarono tuttavia alla chiusura della competizione dopo solo un'edizione.
Il 17 aprile 2016 le due squadre rivali di Valladolid si incontrarono per la finale della Coppa del Re di quella stagione, con Felipe IV a presenziare all'incontro: il Salvador vinse 13-9 e divenne la prima squadra a ricevere il premio direttamente dalle mani di un sovrano spagnolo.
Dalla stagione 2010-11 il club ha anche una sezione femminile, la cui prima squadra nel 2017-18 milita nella División de Honor B, la seconda serie spagnola di categoria.

## Cronologia
| Cronistoria del Club de Rugby El Salvador |
| --- |
| - 1960 Nascita del Club de Rugby El Salvador - 1960-70 · Attività giovanile e amatoriale - 1970–71 · 2º División de Honor - 1971–72 · 2º División de Honor - 1972–73 · 3º División de Honor - 1973 · Cessione del titolo sportivo all'Università di Valladolid - 1973–78 · Attività giovanile - 1978–79 · 3º Primera Nacional - 1979–80 · 2º Primera Nacional - 1980–81 · 3º Primera Nacional - 1981–82 · 2º Primera Nacional - 1982–83 · 3º Primera Nacional - 1983–84 · 2º Primera Nacional - 1984–85 · 1º Primera Nacional - 1985–86 · 2º Primera Nacional Promozione in División de Honor - 1986–87 · 8º División de Honor - 1987–88 · 3º División de Honor - 1988–89 · 5º División de Honor - 1989–90 · 2º División de Honor - 1990–91 · 1º División de Honor Campione di Spagna (1º titolo) - 1991–92 · 6º División de Honor Coppa Iberica (1º titolo) - 1992–93 · 7º División de Honor Coppa del Re (1º titolo) - 1993–94 · 3º División de Honor - 1994–95 · 6º División de Honor - 1995–96 · 9º División de Honor Retrocessione in Primera Nacional - 1996–97 · 1º Primera Nacional Promozione in División de Honor - 1997–98 · 1º División de Honor Campione di Spagna (2º titolo) - 1998–99 · 5º División de Honor Coppa Iberica (2º titolo) Coppa del Re (2º titolo) - 1999–00 · 2º División de Honor - 2000–01 · 7º División de Honor - 2001–02 · 2º División de Honor - 2002–03 · 1º División de Honor Campione di Spagna (3º titolo) - 2003–04 · 1º División de Honor Campione di Spagna (4º titolo) Supercoppa di Spagna (1º titolo) Coppa Iberica (3º titolo) 1º turno European Challenge Cup - 2004–05 · 2º División de Honor Coppa del Re (3º titolo) Supercoppa di Spagna (2º titolo) Coppa Iberica (4º titolo) 1º turno European Challenge Cup - 2005–06 · 2º División de Honor Coppa del Re (4º titolo) Supercoppa di Spagna (3º titolo) - 2006–07 · 1º División de Honor Campione di Spagna (5º titolo) Coppa del Re (5º titolo) Supercoppa di Spagna (4º titolo) - 2007–08 · 1º División de Honor Campione di Spagna (6º titolo) Supercoppa di Spagna (5º titolo) 4º girone 3 European Challenge Cup - 2008–09 · 2º División de Honor 4º girone 4 European Challenge Cup - 2009–10 · 1º División de Honor Campione di Spagna (7º titolo) - 2010–11 · 3º División de Honor Coppa del Re (6º titolo) 4º girone 2 European Challenge Cup - 2011–12 · 7º División de Honor - 2012–13 · 4º División de Honor Sconfitta in semifinale play-off - 2013–14 · 2º División de Honor Sconfitta in finale per il titolo - 2014–15 · 5º División de Honor Sconfitta in semifinale play-off - 2015–16 · 6º División de Honor Campione di Spagna (8º titolo) Coppa del Re (7º titolo) 3º girone 1 qualificazione European Challenge Cup - 2016–17 · 1º División de Honor Sconfitta in finale per il titolo Coppa Iberica (5º titolo) - 2017-18 · División de Honor 2º pool B qualificazione European Challenge Cup |

## Stadio
La prima squadra disputa i suoi incontri interni nel campo principale del complesso sportivo Pepe Rojo, impianto di proprietà comunale le cui strutture dedicate al rugby sono condivise con il Valladolid; il complesso fu inaugurato nel 1981 e gli altri campi servono come terreno di gioco delle altre squadre del club e come allenamento.
In occasione della finale di Coppa del Re 2015-16, che si tenne tra le due squadre cittadine, fu deciso altresì di disputare l’incontro presso lo stadio municipale José Zorrilla, che normalmente ospita le partite della locale squadra di calcio, il Real Valladolid: davanti a 25 000 spettatori il Salvador sconfisse il Valladolid e il trofeo fu consegnato dal re Filippo VI, seconda occasione nella storia spagnola in cui un sovrano presenziava a un incontro di rugby; la prima fu quando Alfonso XIII, bisnonno di Filippo, nel 1929 assistette all’esordio assoluto delle Nazionali di Spagna e d’Italia che si affrontarono a Barcellona.

## Colori e simboli
I colori sociali del club sono fin dalla fondazione il bianco e il nero a strisce orizzontali.
I giocatori del club vengono chiamati chamizos (stallieri), benché non vi sia concordanza sull'origine di tale soprannome.
Una narrativa lo attribuisce al fatto che il collegio El Salvador dove il club nacque si trovasse sopra le rovine di un'antica rimessa di cavalli delle guardie reali di Castiglia e Léon chiamati chamizos; un'altra invece lo attribuisce al fatto che il collegio originario fosse costruito con legno e paglia come le stalle.
Si tende a dare maggior credito a tale ultima interpretazione in ragione del fatto che anche l'altra squadra cittadina, il Valladolid, ha un soprannome legato all'industria legata all'allevamento bovino, Los queseros (i casari, lavoratori del latte), che è molto diffusa nella regione.

## Palmarès
- Campionati spagnoli: 8
1990-91, 1997-98, 2002-03, 2003-04, 2006-07, 2007-08, 2009-10, 2015-16
- Coppe del Re : 8
1992-93, 1998-99, 2004-05, 2005-06, 2006-07, 2010-11, 2015-16, 2021-22
- Supercoppe di Spagna: 6
2003-04, 2004-05, 2005-06, 2006-07, 2007-08, 2018-19
- Coppe Iberiche : 5
1991-92, 1998-99, 2003-04, 2004-05, 2016-17